# Quanto Mais Vida, Melhor!
Quanto Mais Vida, Melhor! (título en español: Sólo se vive dos veces)  es una telenovela brasileña producida y emitida por Globo que se estrenó el 22 de noviembre de 2021, sustituyendo Salve-se Quem Puder, y terminó el 27 de mayo de 2022, siendo sustituida por Cara e Coragem. Fue la 96.ª telenovela emitida por la cadena en el horario de las 19 horas, con un total de 161 capítulos.
Escrita por Mauro Wilson y dirigida por Pedro Brenelli y Allan Fiterman, la telenovela fue protagonizada por Giovanna Antonelli, Vladimir Brichta, Mateus Solano y Valentina Herszage, con las participaciones antagónicas de Júlia Lemmertz, Bruno Cabrerizo, Ana Hikari, Ana Lúcia Torre, Valentina Bandeira, André Silberg y Carlos Silberg y con las actuaciones estelares de Elizabeth Savalla y Marcos Caruso.
La trama de la telenovela está vagamente inspirada en la obra Os amadores, escrita por Mauro Wilson y emitida como especial de fin de año por TV Globo.

## Elenco
| Actor/Actriz       | Personaje                          |
| ------------------ | ---------------------------------- |
| Giovanna Antonelli | Paula Terrare                      |
| Vladimir Brichta   | Ronaldo Rocha (Neném)              |
| Mateus Solano      | Guilherme Monteiro Bragança        |
| Valentina Herszage | Flávia Lacerda                     |
| Júlia Lemmertz     | Carmem Wollinger                   |
| Bruno Cabrerizo    | Marcelo                            |
| Ana Hikari         | Vanda Sato (Vandinha)              |
| Jaffar Bambirra    | Murilo                             |
| Ana Lúcia Torre    | Celina Monteiro Bragança           |
| Bárbara Colen      | Rose Monteiro Bragança             |
| Elizabeth Savalla  | Nedda Rocha                        |
| Marcos Caruso      | Osvaldo                            |
| Mariana Nunes      | Dra. Joana                         |
| Marcella Maia      | Muerte                             |
| Caio Manhente      | Gabriel Wollinger                  |
| Matheus Abreu      | Antônio Monteiro Bragança (Tigrão) |
| Agnes Brichta      | Martina Pontes Rocha               |
| Micheli Machado    | Jandira Pontes                     |
| Carol Garcia       | Betina Villas                      |
| Zezeh Barbosa      | Tetê                               |
| Stepan Nercessian  | Edson Rocha                        |
| Tato Gabus Mendes  | Daniel Monteiro Bragança           |
| Luciana Paes       | Odete Lacerda                      |
| Fabio Herford      | Juca Lacerda                       |
| Jussara Freire     | Tuninha                            |
| Felipe Abib        | Roni Rocha                         |
| Karina Dohme       | Teca                               |
| Evelyn Castro      | Diosa                              |
| Thardelly Lima     | Odaílson                           |
| Débora Lamm        | Somine                             |
| Nina Tomasic       | Ingrid Terrare                     |
| Sara Vidal         | Bianca Villas Rocha                |
| Valentina Bandeira | Cora                               |
| Renato Livera      | Renato                             |
| Felipe Hintze      | Delegado Torres                    |
| Pedroca Monteiro   | Delegado Prado                     |
| Cridemar Aquino    | Delegado Nunes                     |
| João Fenerich      | Dr. Soares                         |
| Osvaldo Baraúna    | Marcão                             |
| Carol Marra        | Alice                              |
| André Silberg      | Leco                               |
| Carlos Silberg     | Neco                               |
| Marcelo Flores     | Trombada                           |
| Gabriel Sanches    |                                    |
| Alessandro Brandão |                                    |
| Alex Nader         | Conrado                            |
| Aki Garragar       | Dr. Lazaro                         |
| Carlos Lopes       | Carlinhos                          |

### Participaciones especiales
| Actor/Actriz      | Personaje                  |
| ----------------- | -------------------------- |
| Nany People       | Madame Lú                  |
| Cândido Damm      | Celso Terrare              |
| Lúcio Mauro Filho |                            |
| Diego Francisco   |                            |
| Carol Macedo      | Rose (joven)               |
| Léo Zanchin       | Neném (joven)              |
| Maíra Sá Ribeiro  | Jandira (joven)            |
| Nicolas Ahnert    | Guilherme Monteiro (joven) |
| Diego Cruz        | San Judas Tadeo            |
| Ítallo Vilane     | Jura                       |
| Fabrício Assis    |                            |
| Camila Rocha      |                            |
| Alex Escobar      | Él mismo                   |